# Penstemon anguineus
Penstemon anguineus är en grobladsväxtart som beskrevs av Alice Eastwood. Penstemon anguineus ingår i släktet penstemoner, och familjen grobladsväxter. Inga underarter finns listade i Catalogue of Life.